# Passo Corese
Passo Corese ist eine Fraktion der italienischen Gemeinde Fara in Sabina in der Provinz Rieti, Region Latium.

## Geographie
Passo Corese befindet sich circa 53 Kilometer nördlich von Rom am Rand der Sabiner Berge an der Mündung des Torrente Fosso di Corese in den Tiber. Der Ort liegt etwa acht Kilometer südwestlich vom Gemeindesitz Fara in Sabina entfernt. Die Fraktion ist mit etwa 3500 Einwohnern die bevölkerungsreichste der Gemeinde.

## Geschichte
Der Ort entstand entlang der Römerstraße Via Salaria in Nähe der von den Sabinern gegründeten Stadt Cures. Im Rahmen der Olympischen Sommerspiele 1960 fand in Passo Corese der Geländeritt im Modernen Fünfkampf statt.

## Verkehr
In Passo Carese liegt der Bahnhof „Fara Sabina-Montelibretti“, der den Großraum Rom bedienenden Bahnlinie FL1. Am Ort führen außerdem die Strada statale 4 Via Salaria und die Autostrada A1 vorbei.